# 锡金秋海棠
锡金秋海棠（学名：Begonia sikkimensis）为秋海棠科秋海棠属的植物。分布于印度东北部、锡金、尼泊尔以及中国大陆的西藏等地，生长于海拔850米至1,200米的地区，多生长于常绿阔叶林下阴湿地及江边林下湿地，目前已由人工引种栽培。